# 6è Festival Internacional de Cinema de Moscou
El 6è Festival Internacional de Cinema de Moscou es va celebrar entre el 7 i el 22 de juliol de 1969. Els Premis d'Or foren atorgats a la pel·lícula cubana Lucía dirigida per Humberto Solás, la pel·lícula italiana Serafino dirigida per Pietro Germi i la pel·lícula soviètica Dojiviom do ponedelnika dirigit per Stanislav Rostotski.

## Jurat
- Serguei Geràssimov (URSS - President)
- Dev Anand (Índia)
- Vija Artmane (URSS)
- King Vidor (USA)
- Erwin Geschonneck (RDA)
- Anatoli Golovnya (URSS)
- Mbissine Thérèse Diop (Senegal)
- Zahari Zhandov (Bulgària)
- Stanislav Zvonicek (Txecoslovàquia)
- Jerzy Kawalerowicz (Polònia)
- Ion Popescu-Gopo (Romania)
- Glauber Rocha (Brasil)
- István Szabó (Hongria)
- Alberto Sordi (Itàlia)
- Yves Ciampi (França)
- Madiha Yousri (Egipte)

## Pel·lícules en competició
Les següents pel·lícules foren seleccionades per la competició:
| Títol original                                    | Director(s)                         | País de producció              |
| ------------------------------------------------- | ----------------------------------- | ------------------------------ |
| Bratya Karamazovy                                 | Ivan Píriev                         | Unió Soviètica                 |
| Midt i en jazztid                                 | Knud Leif Thomsen                   | Dinamarca                      |
| Le Temps de vivre                                 | Bernard Paul                        | França                         |
| Playtime                                          | Jacques Tati                        | França, Itàlia                 |
| Brent jord                                        | Knut Andersen                       | Noruega                        |
| 2000 Weeks                                        | Tim Burstall                        | Austràlia                      |
| 2001: A Space Odyssey                             | Stanley Kubrick                     | Regne Unit, Estats Units       |
| Falak                                             | András Kovács                       | Hongria                        |
| Du bist min (Ein deutsches Tagebuch)              | Annelie Thorndike, Andrew Thorndike | RDA                            |
| Dojiviom do ponedelnika (Доживём до понедельника) | Stanislav Rostotski                 | Unió Soviètica                 |
| Palaver                                           | Emile Degelin                       | Bèlgica                        |
| Răutăciosul adolescent                            | Gheorghe Vitanidis                  | Romania                        |
| Täällä Pohjantähden alla                          | Edvin Laine                         | Finlàndia                      |
| Cabascabo                                         | Oumarou Ganda                       | Níger                          |
| Kad čuješ zvona                                   | Antun Vrdoljak                      | Iugoslàvia                     |
| Kolonie Lanfieri                                  | Jan Schmidt                         | Txecoslovàquia, Unió Soviètica |
| Korridoren                                        | Jan Halldoff                        | Suècia                         |
| Chay min el hauf شئ من الخوف                      | Hussein Kamal                       | Egipte                         |
| Lucía                                             | Humberto Solás                      | Cuba                           |
| Oliver!                                           | Carol Reed                          | Regne Unit                     |
| Pan Wołodyjowski                                  | Jerzy Hoffman                       | Polònia                        |
| Ayúdeme usted compadre                            | Germán Becker                       | Xile                           |
| Hashi no nai kawa                                 | Tadashi Imai                        | Japó                           |
| Nawab sirajuddaula                                | Khan Ataur Rahman                   | Pakistan                       |
| La Celestina                                      | César Fernández Ardavín             | Espanya, RFA                   |
| Serafino                                          | Pietro Germi                        | Itàlia, França                 |
| Simón Bolívar                                     | Alessandro Blasetti                 | Itàlia, Espanya                |
| Megh-o-roudra                                     | Arundhati Devi                      | Índia                          |
| Sieben Tage Frist                                 | Alfred Vohrer                       | RFA                            |
| Tango                                             | Vasil Mirchev                       | Bulgària                       |
| Breve cielo                                       | David José Kohon                    | Argentina                      |
| Ogloo                                             | Dejidiin Jigjid                     | Mongòlia                       |

## Premis
- Premis d'Or:
  - Lucía de Humberto Solás
  - Serafino de Pietro Germi
  - Dozhivyom do ponedelnika de Stanislav Rostotski
- Premis de Plata:
  - Playtime de Jacques Tati
  - Kad čuješ zvona de Antun Vrdoljak
- Premis Especials:
  - Carol Reed per Oliver!
  - Annelie Thorndike, Andrew Thorndike per Du bist min (Ein deutsches Tagebuch)
  - Ivan Píriev per Bratia Karamazovi
- Premis:
  - Millor Actor: Ron Moody per Oliver!
  - Millor Actor: Tadeusz Łomnicki per Pan Wołodyjowski
  - Millor Actriu: Irina Petrescu per Răutăciosul adolescent
  - Millor Actriu: Ana María Picchio per Breve cielo
- Diplomes:
  - Brent jord de Knut Andersen
  - Cabascabo de Oumarou Ganda
  - Director: András Kovács per Falak
  - Director de fotografia: Ivailo Tranchev per Tango
- Premi FIPRESCI: Lucía de Humberto Solás